# Термонфекин

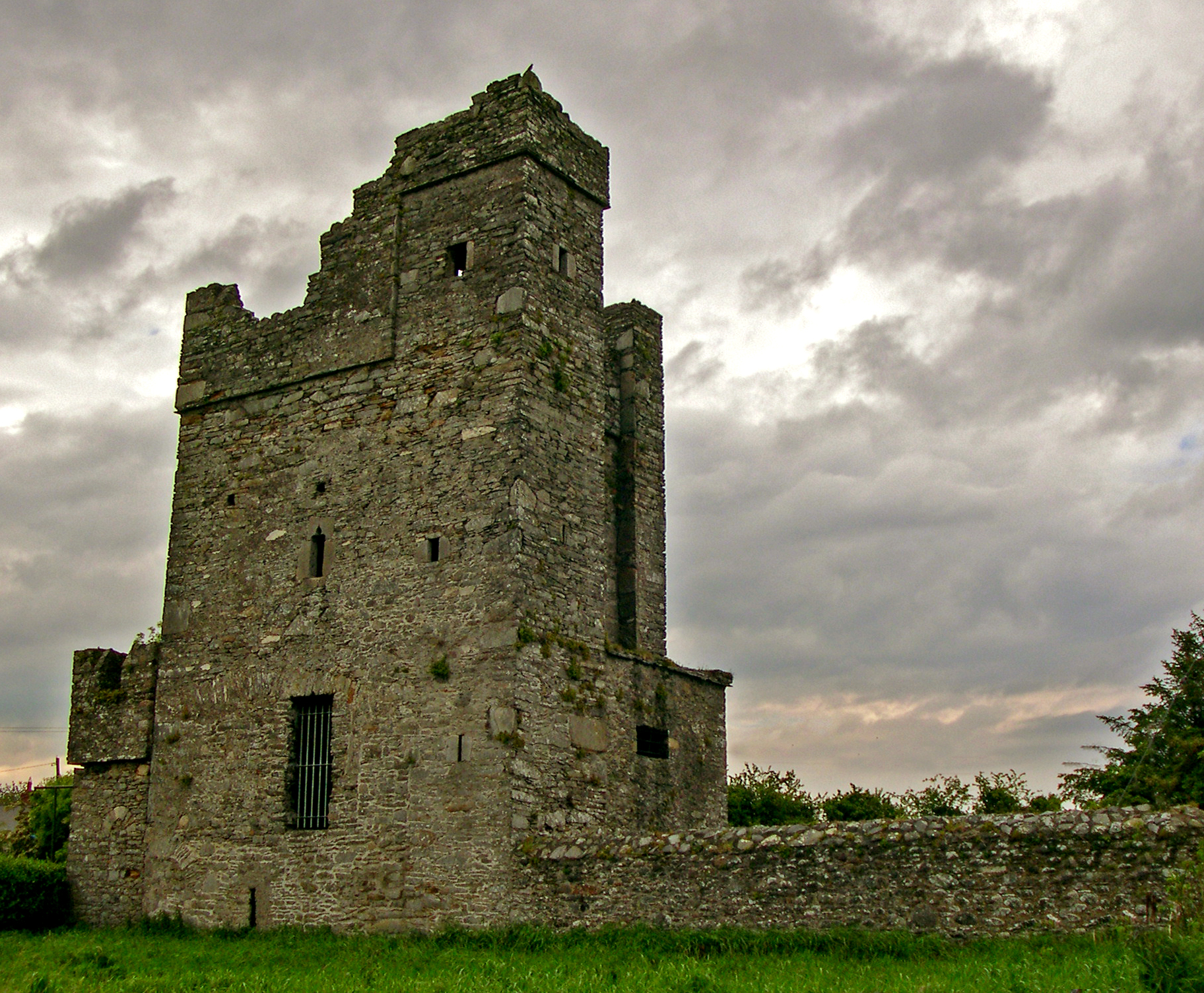
Замок Термонфекин

Термонфекин (англ. Termonfeckin; ирл. Tearmann Feichín что означает «Убежище Фехина») — деревня в Ирландии, находится в графстве Лаут (провинция Ленстер), в 8 км к северо-востоку от Дроэда.
Экономика города в первую очередь зависит от сельскохозяйственного производства, но также большую роль играет туризм. Близость деревни Балтрей с её полем для гольфа привлекает много посетителей в Термонфекин.
В деревне родилась актриса Эванна Линч.

## Демография
Население — 653 человека (по переписи 2006 года). В 2002 году население составляло 503 человека.
Данные переписи 2006 года:
| Общие демографические показатели |               |                               |                               |      |      |
| Всё население                    | Всё население | Изменения населения 2002—2006 | Изменения населения 2002—2006 | 2006 | 2006 |
| 2002                             | 2006          | чел.                          | %                             | муж. | жен. |
| 503                              | 653           | 150                           | 29,8                          | 320  | 333  |